# Bandera d'Amsterdam
La bandera d'Amsterdam és la bandera oficial d'Amsterdam, capital dels Països Baixos. El disseny està format per tres sautors o creus de sant Andreu blanques situades en una franja negra central sobre fons roig i es basa en l'escussó de l'escut d'armes de la ciutat.

## Significat
Els colors procedeixen directament de l'escussó de l'escut d'armes. Segons el govern de la ciutat, el seu origen podria remuntar-se a l'escut d'armes de la família Persijn, la qual era propietària d'una gran extensió de terres on avui en dia s'aixeca la ciutat. Els mateixos colors, així com les creus també els trobem a les banderes d'Ouder-Amstel i Amstelveen.
La llegenda de que les tres creus representen la protecció contra el foc, les inundacions i la pesta negra és infundada, ja que la utilització de creus de sant Andreu per part de famílies nobles de la zona precedeix a l'arribada de la pesta negre a Europa.
En els escuts d'armes de les ciutats holandeses de Dordrecht i Delft, la franja central es refereix a l'aigua. En el cas d'Amsterdam, aquesta seria el riu Amstel i les tres creus farien referència a tres trams navegables del riu.

## Història
La bandera fou adoptada oficialment el 5 de febrer de 1975, encara que aquest disseny ja era utilitzat anteriorment, com es pot comprovar en el programa de l'11 d'agost dels Jocs Olímpics d'Estiu de 1928 celebrats a la ciutat. Al llarg de la història també es pot veure com s'han utilitzant variacions del disseny actual, ja sigui substituint la tres creus per l'escut de la ciutat sobra la franja central blanca enlloc de negre; o col·locar les tres creus sobre el disseny de la bandera nacional.

## Altres usos
L'equip de futbol AFC Ajax, amb seu a la ciutat i que juga a la Lliga neerlandesa de futbol, utilitza la bandera d'Amsterdam com a braçal de capità.

## Banderes històriques

Bandera al segle XVI.
Bandera al segle xvii.